# Nemški Rovt
Nemški Rovt este o localitate din comuna Bohinj, Slovenia, cu o populație de 105 locuitori.